# Municipio de Lower Yoder
El municipio de Lower Yoder (en inglés: Lower Yoder Township) es un municipio ubicado en el condado de Cambria en el estado estadounidense de Pensilvania. En el año 2000 tenía una población de 3.029 habitantes y una densidad poblacional de 88.7 personas por km².

## Geografía
El municipio de Lower Yoder se encuentra ubicado en las coordenadas 40°19′55″N 78°57′05″O / 40.33194, -78.95139.

## Demografía
Según la Oficina del Censo en 2000 los ingresos medios por hogar en la localidad eran de $29,081 y los ingresos medios por familia eran $34,355. Los hombres tenían unos ingresos medios de $27,388 frente a los $21,792 para las mujeres. La renta per cápita para la localidad era de $19,196. Alrededor del 7,9% de la población estaban por debajo del umbral de pobreza.